# Fujifilm GFX 50S
Die FUJIFILM GFX 50S ist eine spiegellose Systemkamera im Mittelformat von Fujifilm in Japan. Sie wurde auf der Photokina 2016 in Köln vorgestellt und ist seit dem 28. Februar 2017 erhältlich.

## Technische Merkmale
Sie verfügt über einen IEEE 802.11 b/g/n W-LAN-Adapter und unterstützt WEP / WPA / WPA2. Wechselobjektive können per G-Bajonett angeschlossen werden. Der elektronische Sucher ist auswechselbar. Das Display ist klapp- und schwenkbar.
Der Batteriegriff VG-GFX1 ist zur Erweiterung erhältlich, ebenso das Mikrofon MIC-ST1 und die Fernsteuerung RR-90 oder der Adapter EVF-TL1 um den Sucher schwenkbar zu machen.